# Легитимация
Легитима́ция (от лат. lex, legis, legitimus, legitima, legitimum — закон, законный, правомерный, должный, пристойный, правильный, действительный):
1. процесс признания социальными субъектами значимости общественно-политической реальности как в целом, так и в её отдельных проявлениях и составляющих (М. Вебер);
2. способы объяснения и оправдания социальных и политических отношений, их когнитивная и нормативная интерпретация (П. Бергер, Т. Лукман);
3. форма удостоверения личности гражданина в государствах, где нет паспортной системы;
4. в гражданском праве доказательство права гражданина на получение платежа, совершение какого-либо действия и т. п.[1]